# Gievnanjunirivier
De Gievnanjunirivier  (Gievnanjunijohka) is een bergrivier die stroomt in de Zweedse gemeente Kiruna. De rivier verzamelt haar water van berghellingen van meer dan 700 meter hoogte, waaronder de Gievnanjunni en Guggačohkkat. De rivier stroomt naar het oosten en na 4 kilometer stroomt ze de Råstrivier in.
Afwatering: Gievnanjunirivier → Råstrivier → Lainiorivier → Torne → Botnische Golf